# اچ‌ام‌اس ووستر (دی۹۶)
اچ‌ام‌اس ووستر (دی۹۶) (به انگلیسی: HMS Worcester (D96)) یک کشتی بود. این کشتی در سال ۱۹۱۹ ساخته شد.